# Esperando verte
Esperando verte es el séptimo álbum de Niña Pastori, en el que vuelve a sus raíces flamencas. Fue lanzado el 27 de enero de 2009 y grabado en 2008. Con todas las canciones compuestas por Niña Pastori y Chaboli, su marido y su productor, colaboran los guitarristas Diego del Morao, José Miguel Carmona (ex Ketama) y Vicente Amigo.

## Lista de canciones
| Esperando verte |                            |                                                                                  |          |  |
| N.º             | Título                     | Escritor(es)                                                                     | Duración |  |
| 1.              | «Capricho de mujer»        | María Rosa García "Niña Pastori", Julio Jiménez "Chaboli"                        | 3:45     |  |
| 2.              | «Pintaré de azul»          | María Rosa García "Niña Pastori", Julio Jiménez "Chaboli"                        | 5:56     |  |
| 3.              | «Amores y besos»           | María Rosa García "Niña Pastori", Julio Jiménez "Chaboli"                        | 3:47     |  |
| 4.              | «Esperando verte»          | María Rosa García "Niña Pastori", Julio Jiménez "Chaboli"                        | 3:56     |  |
| 5.              | «Vagabundo»                | María Rosa García "Niña Pastori", Julio Jiménez "Chaboli"                        | 5:03     |  |
| 6.              | «Lo fácil yo no lo quiero» | María Rosa García "Niña Pastori", Julio Jiménez "Chaboli"                        | 6:31     |  |
| 7.              | «Somos marineros»          | María Rosa García "Niña Pastori", Julio Jiménez "Chaboli"                        | 6:16     |  |
| 8.              | «Viento de la tierra mía»  | María Rosa García "Niña Pastori", Julio Jiménez "Chaboli"                        | 3:57     |  |
| 9.              | «La fuerza que me guía»    | María Rosa García "Niña Pastori", Julio Jiménez "Chaboli"                        | 4:34     |  |
| 10.             | «Me he vuelto a levantar»  | María Rosa García "Niña Pastori", Julio Jiménez "Chaboli"                        | 4:33     |  |
| 11.             | «Dentro de mi corazón»     | J. A. Jiménez "Jeros", María Rosa García "Niña Pastori", Julio Jiménez "Chaboli" | 4:03     |  |
| 52:04           |                            |                                                                                  |          |  |

## Sencillos
1. Capricho de mujer - 3:45

- Datos: Q5840183